# Перегони (Цілком таємно)
Перегони (Drive) — 2-й епізод шостого сезону серіалу «Цілком таємно». Епізод не належить до «міфології серіалу» — це «монстр тижня». Прем'єра в мережі «Фокс» відбулася 15 листопада 1998 року.
Серія за шкалою Нільсена отримала рейтинг домогосподарств рівний 11.0, який означає, що в день виходу її подивилися 18.5 мільйона глядачів.

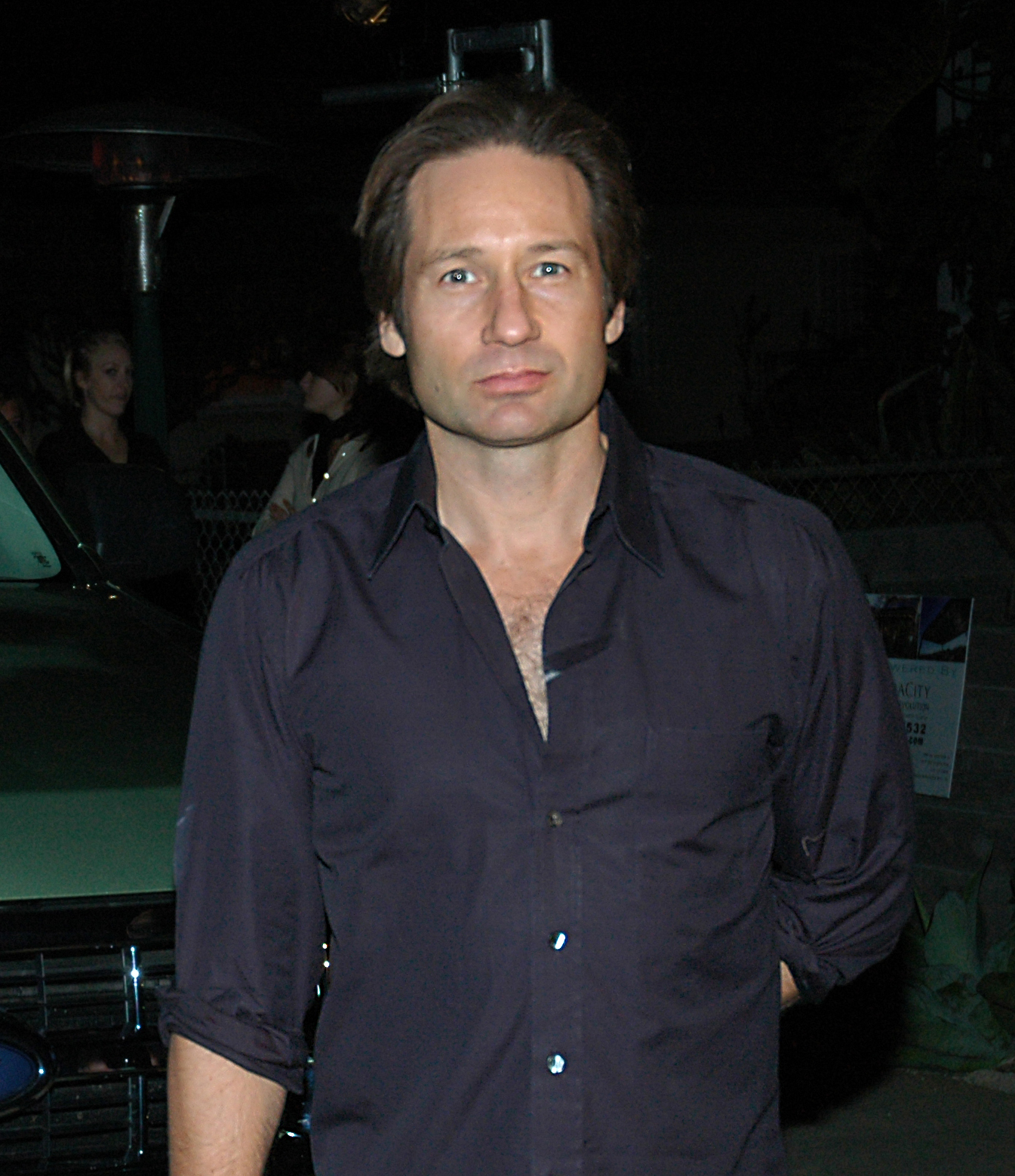

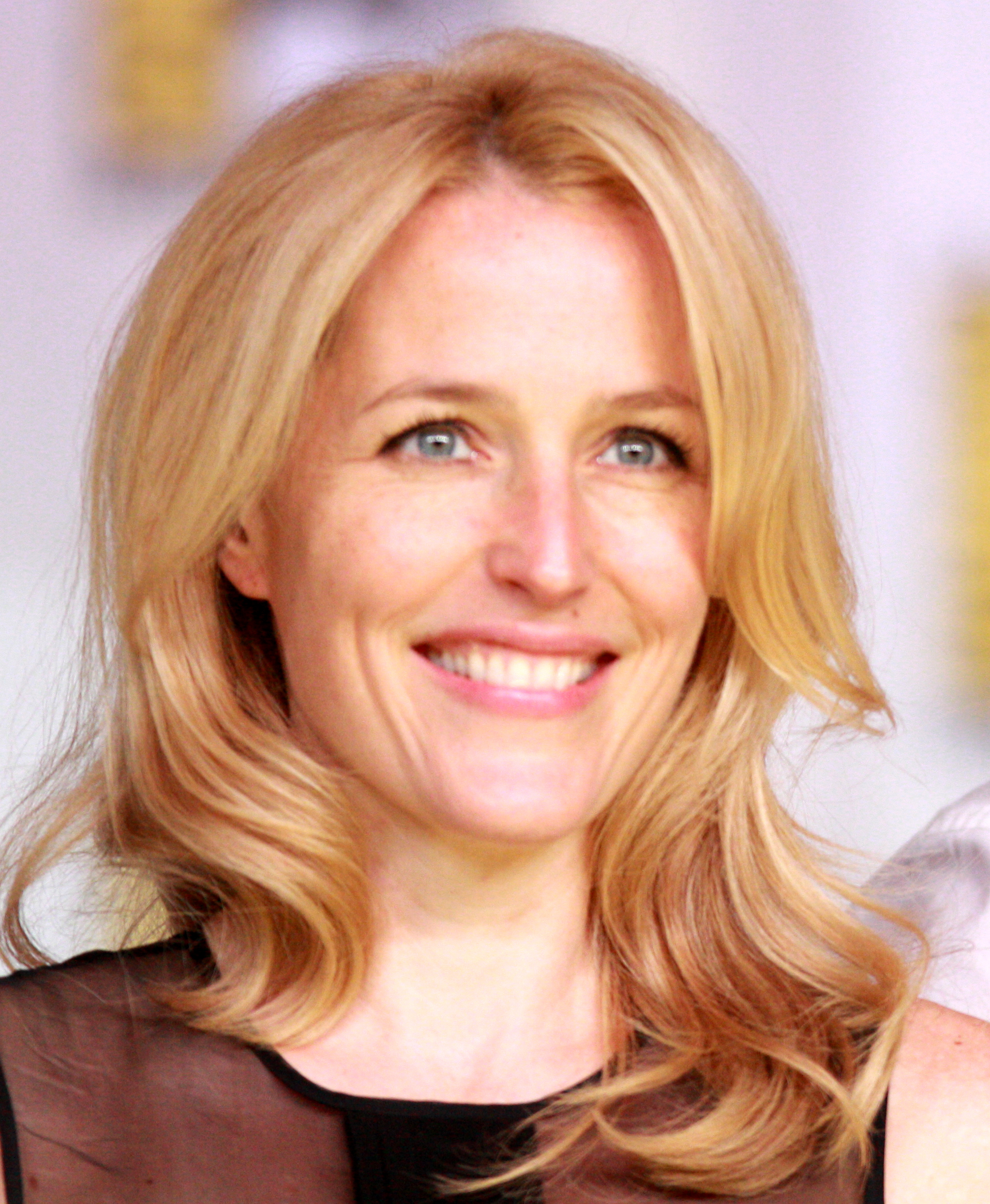

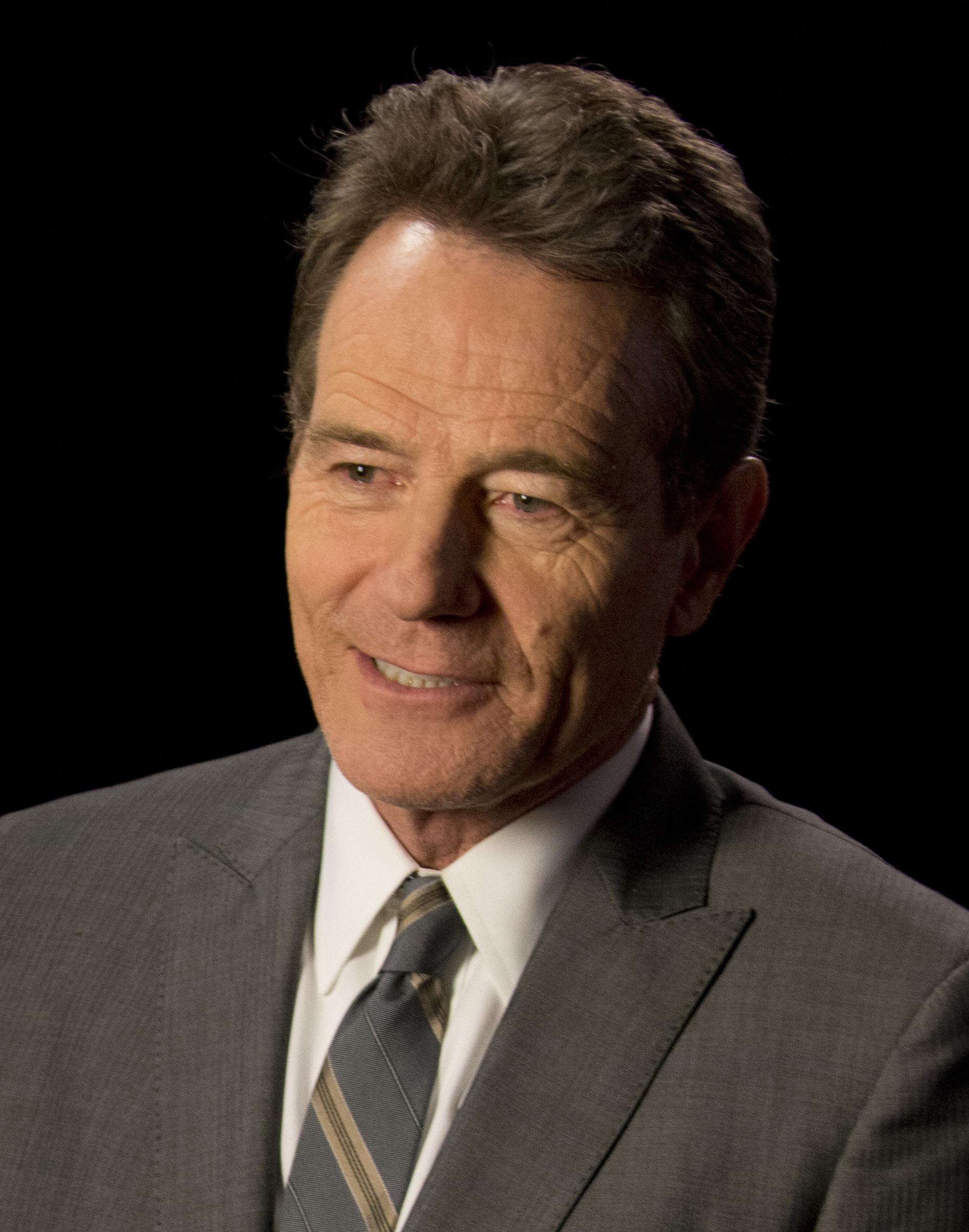

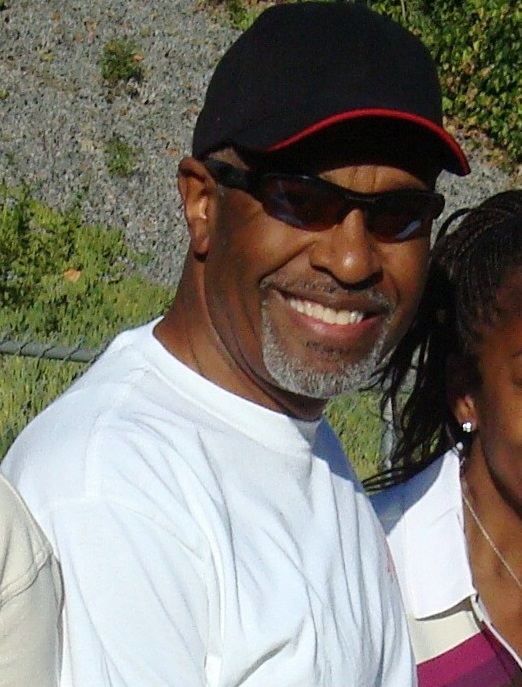

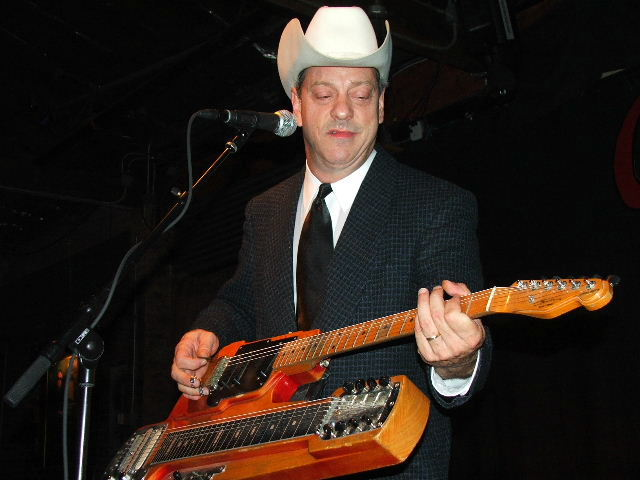

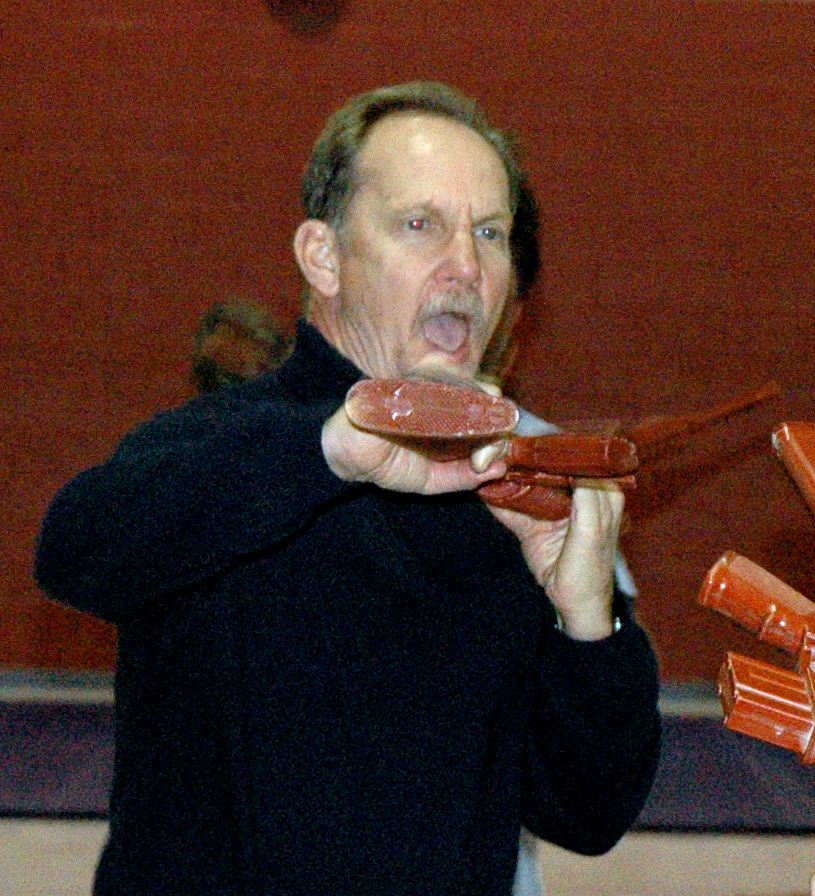

Малдер потрапляє в автомобіль, здавалося б, із нерозумним чоловіком, і Скаллі мчить визначати, чи хворий цей чоловік на смертельну хворобу — і чи не загрожує Малдеру небезпека стати наступною жертвою якоїсь державної змови.

## Зміст
Істина поза межами досяжного
У звіті новин в прямому ефірі у пустелі Невади здійснюється погоня патрульних за автомобілем на швидкості понад 100 миль за годину. У жінки на задньому сидінні починає сильно дзвеніти в голові. Патрульні розкладають протиавтомобільний їжак. Припускаючи, що це викрадення, полісмени витягують жінку-пасажирку з машини і поміщають під захист в поліцейський автомобіль. Водія Патріка Крампа штовхають на асфальт і в наручниках. Жінка (дружина Крампа) в поліцейській машині починає жорстко битись головою об вікно машини. Коли гвинтокрил новинарів фіксує усе це на плівці, голова жінки вибухає, виплеснувши бризки крові на вікно.
Малдер і Скаллі отримують відгомін від цієї дивної автомобільної погоні, коли вони виконують роботу в Булі (штат Айдахо) розслідуючи можливий випадок внутрішнього тероризму. Малдер просить Скаллі їхати до Елко, здогадуючись, що це може бути випадок щодо «Цілком таємно». Крамп, у якого почали розвиватися симптоми хвороби, з ув'язнення потрапляє до швидкої допомоги. Скаллі здійснює огляд тіла Вікі Крамп — з голови трупа на Дейну й далі бризкає кров. Малдер, бажаючи поговорити з Крампом, слідує за «швидкою допомогою». При збільшенні швидкості автомобіля Крампу стає легше. Зрештою Малдера викрадає Крамп, який втік від поліції.
Малдер усвідомлює, що Крамп зазнає значного болісного тиску і єдиний спосіб пом'якшити цей біль — це їхати на захід. Спочатку Скаллі вважає, що Крамп має якусь інфекцію, але, дослідивши будинок Патріка, вона знаходить антенну решітку ВМС США, яка випромінює хвилі ННЧ, що тягнеться під його власністю. Крамп погрожує вбити Малдера — поліцейські автомобілі відстають. При зупинці на перехресті Крамп втрачає свідомість — Малдер газує на червоне світло. На трасі «80» поліцейські готуються перехопити автомобіль — за підказкою Малдера «втікачі» змінюють маршрут. Рух на захід та збільшення швидкості, здається, єдине, що допомагає полегшити біль від зростаючого тиску Крампа.
Заступник директора Керш натякає Скаллі — вони займаються не своїми справами. При огляді господи Крампів знаходять пса — він наче збожеволів. У знерухомленої собаки вибухає голова. У сусідки Крампа здохли папуги в клітці; сама сусідка злякалася людей в захисних костюмах. Скаллі робить висновок, що ненормальний сплеск  радіохвиль так чи інакше спричинив підвищення тиску у внутрішньому вусі найближчих жителів. Спочатку, думаючи, що агент ФБР є частиною урядової змови, Крамп змушує Малдера під дулом рушниці керувати автомобілем, розлючуючи його по дорозі антисемітськими висловлюваннями. При зміні напрямку Крамп починає битися в скло автомобіля. Зрештою Малдер і Крамп намагаються виробити прийнятне рішення, поки не пізно — закінчується паливо. Фокс буквально перекидає конаючого Крампа на заправці в іншу автівку. При розмові з поліцейським Скаллі знаходить здохлих на льоту ворон та інших птахів. Під трупами птахів Скаллі знаходить люк з надписом «Власність уряду США».
На військово-дослідницькій базі Скаллі розпитує про досліди — стався стрибок напруги при випробуванні радіосистеми заземлення. Вся інформація засекречена. Під'їжджають поліцейські та показують телефон — дзвонить Скаллі. Малдер пояснює Крампу, що Скаллі зустріне їх на Тихоокеанському узбережжі, в кінці шосе. Там вона введе голку у внутрішнє вухо Крампа, сподіваючись, що цим послабить тиск. В Лолеті Скаллі чекає з підготованою «швидкою допомогою». На жаль, коли автомобіль доїжджає до Скаллі, Крамп вже помер.
Завдяки роботі агентів міністерство оборони прибрало вібраторну антену із Невади. Скаллі і Малдер повертаються до перевірки великих куп гною.
Якщо ти перестанеш рухатися — помреш

## Створення
Вінс Гілліган отримав натхнення написати епізод, розвиваючи ідею про чоловіка, який тримає одного заручника в «Tilt-A-Whirl». Гілліган висловлював цю ідею на кількох попередніх зустрічах сценаристів, і незабаром це стало жартом для своїх серед авторів серіалу, деякі з них вважали, що в задумі відсутня таємниця, схожа на канву «Цілком таємно». Згодом Гілліган переглянув свою історію і вніс корективи — щоб після припинення руху голова чоловіка «вибухнула». Це призвело до того, що Гілліган досліджував різні урядові експерименти, і незабаром він дізнався про два реальні: проект HAARP та проект ELF (надзвичайно низька частота). Перший є іоносфернодослідницька програма, спільно фінансована ВПС та ВМС США, здійснювана в Університеті Аляски, та агентством передових оборонних дослідницьких проектів — другий є експериментом ВМС США щодо довгих хвиль whereas the latter is a U.S. Navy experiment dealing with long wavelengths.. Отже, Гілліган написав сценарій, в якому брала участь особа, яка через таємний експеримент із залученням звукових хвиль не могла сповільнити рух через страх, що лусне голова.
Гілліган зізнався, що епізод був частково даниною поваги бойовику «Швидкість» і містить посилання на фільм: коли Крамп і Малдер виявляють, що швидкий рух на захід є ключем до успіху, Фокс згадує, що, на його думку, «він бачив цей фільм.» Перші кадри зроблені як новинарські, стилістичний напрямок, який запропонувала «IGN», мав на меті відповідати справі Сімпсона.
Джилліган хотів, щоб Браян Кренстон був антагоністом епізоду, тому що, «[Серіал] потребував хлопця, який міг би бути страшним і ненависним, але в той же час мав глибоку і лунку людяність». В інтерв'ю «Нью-Йорк таймс» Гілліган повідомив: «У нас був цей лиходій, і нам потрібно було, щоб глядачі відчували тугу, коли він помер. Браян один був єдиним актором, який міг це зробити, хто міг би зняти цей фокус. І це був фокус. Я не уявляю, як він це робить». Рік Міллікан, директор кастингу для «Цілком таємно» мало не лишив за списком Кренстона — коли Кренстон приїхав на кастинг, вже був призначений інший актор. Незважаючи на те, Міллікан дозволив Кренстону прослуховуватися і був дуже задоволений його виконанням, врешті-решт обравши його для ролі. Робота Кренстона над цим епізодом пізніше мала серйозний вплив на його кар'єру — оскільки це призвело до того, що Гілліган відправив його в серіал «AMC» «Пуститися берега». Спочатку керівники «AMC» не були впевнені в цьому рішенні, оскільки були знайомі лише з роботою Кренстона над ситкомом «Малькольм у центрі уваги». Однак вони переконалися в правоті вибору, переглянувши його виступ у «Перегонах».
Гілліган, шанувальник кантрі-музиканта Джуніора Брауна, взяв його на роль фермера Вергілія Нокса. Брауна довезли на зйомки за проханням та на особисті кошти Гіллігана.

## Сприйняття
«Драйв» вперше вийшов у ефір у США 15 листопада 1998 року. Епізод отримав рейтинг Нільсена 11,0 із часткою 16, що означає — приблизно 11,0 відсотка всіх домогосподарств, обладнаних телевізором, і 16 відсотків домогосподарств-переглядачів телепрограм, налаштувалися на епізод. Його переглянули 18,50 мільйона глядачів. Епізод був випущений у Великій Британії та Ірландії в ефірі «Sky One» 14 березня 1999 року, його переглянули 0,70 мільйона глядачів, що зробило «Перегони» шостим епізодом того тижня.
«Перегони» отримали переважно позитивні відгуки критиків. Зак Гендлен з «The A.V. Club» позитивно написав про цей епізод, присвоївши йому оцінку A, і зазначив, що серія була «чудовим прикладом рушія, який підтримує чудове телебачення». Гендлен зазначив, що кульмінаційний момент епізоду був «настільки ж зворушливим, як і напруженим» та провів паралелі між зображенням Браяна Кренстона і Крампа та його пізнішим відображенням — Волтера Вайта з «Пуститися берега», зазначивши, що обидва ілюструють ідею: «Ти повинен продовжувати рухатися. Якщо ти зупинишся, ти помреш». Огляд вебсайту “IGN” назвав його дев'ятим найкращим самостійним епізодом всієї серії і оцінив взаємодію між Крампом та Малдером: «саме взаємодія між Малдером і Крампом робить цей епізод видатним. […] Крамп тут є антагоністичним, але душероздираючим персонажем, і коли він й Малдер стають малоймовірними союзниками у їхніх „перегонах“, „Перегони“, у свою чергу, стають пам'ятно страшним епізодом „Цілком таємно“ […] через, мабуть, найстрашніший елемент світу шоу: саме людство та уряди, які нібито нас захищають.»
Колін Елліс із «The Dashing Fellows» назвав «Перегони», "безсумнівно, одним із найкращих епізодів після фільму «Цілком таємно». Том Кессеніч у своїй книзі «Експертиза: Несанкціонований погляд на сезони 6–9 Цілком таємно» позитивно написав про цей епізод та похвалив сценарій Гіллігана, зазначивши, що письменник прийняв передумову про швидкість і додав «чудовий поворот у Цілком таємно». Пола Вітаріс з «Cinefantastique» надала епізоду переважно позитивний відгук і відзначила трьома зірками з чотирьох. Хоча вона трохи критикувала розслідувану справу, Вітаріс високо оцінила командну роботу Малдера та Скаллі і їх здатність працювати разом, незважаючи на те, що вони діють не разом.
Серія отримала нагороду Американського товариства кінематографістів за видатні досягнення в галузі кінематографії — телесеріали.

## Знімалися
| Актор                  | Роль            |
| ---------------------- | --------------- |
| Девід Духовни          | Фокс Малдер     |
| Джилліан Андерсон      | Дейна Скаллі    |
| Браян Кренстон         | Патрік Крамп    |
| Джеймс Пікенс-молодший | Елвін Керш      |
| Джуніор Браун          | Вергілій Нокс   |
| Майкл О'Ніл            | капітан патруля |
| Лінда Портер           | Літня жінка     |
| Мінді Сігер            | коронер         |
| Скотт Алан Сміт        | тюремний лікар  |
| Теган Вест             | лейтенант флоту |